# Sulley Shittu
Sulley Shittu est un boxeur ghanéen né le 15 avril 1946 à Koforidua.

## Carrière
Sulley Shittu est éliminé au deuxième tour de la catégorie des poids mouches des Jeux olympiques d'été de 1964 à Tokyo par l'Irlandais Sean McCafferty.
Il remporte la médaille d'argent dans la catégorie des poids mouches aux Jeux africains de Brazzaville en 1965. Il est ensuite médaillé d'or dans cette même catégorie aux championnats d'Afrique de Lagos en 1966 ainsi qu'aux Jeux de l'Empire britannique et du Commonwealth de Kingston en 1966.
Aux Jeux olympiques d'été de 1968 à Mexico, il est éliminé au troisième tour dans la catégorie des poids coqs par le Sud-Coréen Chang Kyou-chul. Il est ensuite médaillé d'or dans la catégorie des poids coqs aux Jeux du Commonwealth britannique d'Édimbourg en 1970.